# Sándor Szokolay
Sándor Szokolay (ur. 30 marca 1931 w Kunágota, zm. 8 grudnia 2013 w Sopronie) – węgierski kompozytor.

## Życiorys
Studiował w Akademii Muzycznej w Budapeszcie u Ferenca Szabó (1950–1952) i Ferenca Farkasa (1952–1956), dyplom uzyskał w 1957 roku. Od 1952 do 1955 roku był nauczycielem w Tóth Aladár Zeneiskola. W latach 1955–1959 pracował w Magyar Rádió. Od 1959 roku był wykładowcą Akademii Muzycznej w Budapeszcie, w latach 1966–1994 zatrudniony był na stanowisku profesora kompozycji.
Otrzymał nagrodę im. Erkela (1960, 1965) i nagrodę Kossutha (1966). W 1976 roku uhonorowany tytułem Zasłużonego Artysty (Érdemes Művésze díj), a w 1986 roku Wybitnego Artysty (Kiváló Művésze-díj). W 1987 roku otrzymał nagrodę im. Bartóka-Pásztory. W 2001 roku odznaczony został Łańcuchem Korwina.

## Twórczość
Po początkowych zainteresowaniach muzyką instrumentalną zwrócił się w stronę twórczości dramatycznej. Swoją działalnością przerwał trwającą od dłuższego czasu stagnację w węgierskiej muzyce operowej. Pierwsze dzieła operowe Szokolaya cechują się rozmachem i ładunkiem emocjonalnym, podkreślanym przez mocne kontrasty i wykorzystanie różnorodnych elementów stylistycznych. W kolejnych zwracał się stopniowo w kierunku większej refleksyjności i stonowania ekspresyjności. Przez pewien czas wzbogacał swój język dźwiękowy swobodnie wykorzystywanymi elementami dodekafonii, w swoich późnych dziełach trzymał się jednak w ramach systemu dur-moll, służącemu uwypukleniu wyrazistości melodyki i prowadzenia linii wokalnej. W utworach instrumentalnych posługiwał się tradycyjnymi formami takimi jak koncert i symfonia.

## Wybrane kompozycje
(na podstawie materiałów źródłowych)

### Utwory orkiestrowe
- Concert rondo na fortepian i smyczki (1955)
- Koncert skrzypcowy (1957)
- Koncert fortepianowy (1958)
- Ballada sinfonica (1968)
- Koncert na trąbkę i orkiestrę (1968)
- Archaikus nyitány (1977)
- Rapszódia na orkiestrę kameralną (1978)
- Koncertino na flet altowy, flet, flet piccolo, smyczki i klawesyn (1981)
- Koncert na orkiestrę (1982)
- Dublin Concert na skrzypce i zespół instrumentów (1991)
- Ergo sum (1994)
- 3 symfonie (I 1997, II 1998, III „Symphonia Ungarorum” na sopran, bas, chór i orkiestrę 1999)

### Utwory kameralne
- Gyermek-kvartett na 2 skrzypiec, wiolonczelę i fortepian (1954)
- Sonata na skrzypce solo (1956)
- 2 kwartety smyczkowe (I 1972, II 1982)
- Sirató és kultikus tánc na cymbały, czelestę, fortepian i harfę (1974)
- Miniature per ottoni na sekstet dęty blaszany (1976)
- Alliterációk na kwintet dęty blaszany (1977)
- Játek a hangközökkel na 5 duetów na cymbały (1978)
- Sonata na wiolonczelę solo (1979)
- Polimorfia na skrzypce, wiolonczelę i klawesyn lub fortepian (1980)
- Hommage à Bartók na kwintet dęty blaszany (1981)
- Gregorián változatok na kwintet dęty blaszany (1983)
- Variáció egy sirató-dallamra na 6 perkusistów (1986)

### Utwory na chór a cappella
- Missa Pannonica (1985)
- Az 56-os évre (1996)
- Te Deum (1998)

### Utwory wokalno-instrumentalne
- A tűz márciusa na 6 głosów solowych, recytatora, chór i organy (1956)
- Vizimesék na sopran, chór dziecięcy i orkiestrę kameralną (1957)
- Világok vetélkedése na sopran, alt, baryton, chór i orkiestrę (1959)
- Istár pokoljárása na sopran, alt, baryton, bas, chór i orkiestrę (1961)
- Néger kantáta na alt, chór i orkiestrę (1962)
- Deploration: Concerto da requiem na fortepian, chór i orkiestrę (1964)
- Vitézi ének na alt, bas, chór męski i orkiestrę (1970)
- Ódón ének na chór, instrumenty dęte drewniane, rogi, kotły, harfę i smyczki (1972)
- Kantáta a gályarabok emlékére na recytatora, baryton, chór, organy i orkiestrę (1975)
- Libellus ungaricus na sopran, alt, tenora, baryton, bas, chór, organy i orkiestrę (1979)
- Confessio Augustana na baryton, chór, organy i orkiestrę (1980)
- Luther-Kantate na baryton, chór, orkiestrę kameralną i organy (1983)
- Aeternitas temporis na sopran i kwartet smyczkowy (1988)
- Magyar zsoltár na sopran, alt, tenora, bas, chór i orkiestrę (1990)
- Korál Requiem na bas, chór, organy i orkiestrę (1992)
- Tanuságtétel na bas, chór, chór dziecięcy i organy (1992)

### Opery
- Vérnász (wyst. Budapeszt 1964)
- Hamlet (wyst. Budapeszt 1968)
- Sámson (wyst. Budapeszt 1973)
- Ecce homo (wyst. Budapeszt 1987)
- Szent Margit (wyst. Budapeszt 1995)

### Balety
- Orbán és as ördög (1958)
- Az iszonyat balladája (1960)
- Tetemrehivás (1971)
- Az áldozat (1971)